# Chaotikum
Dieser Artikel wurde wegen inhaltlicher Mängel auf der Qualitätssicherungsseite des Portals Geowissenschaften eingetragen. Dies geschieht, um die Qualität der Artikel im Themengebiet Geowissenschaften zu steigern. Bitte hilf mit, die Mängel zu beseitigen, oder beteilige dich an der Diskussion. (+)

Begründung: Die Darstellung der Abschnitte nimmt unzureichend Rücksicht darauf, dass alles nur ein Vorschlag ist.  ÅñŧóñŜûŝî (Ð) 17:59, 28. Jan. 2023 (CET)
Das Chaotikum – Englisch Chaotian – ist die im Zuge der Neugliederung des Präkambriums vorgeschlagene erste Ära der Erdgeschichte und das Liegende des Äons Hadaikum. Es dauerte 163 Millionen Jahre, von 4567 Millionen bis 4404 Millionen Jahre vor heute.

## Etymologie

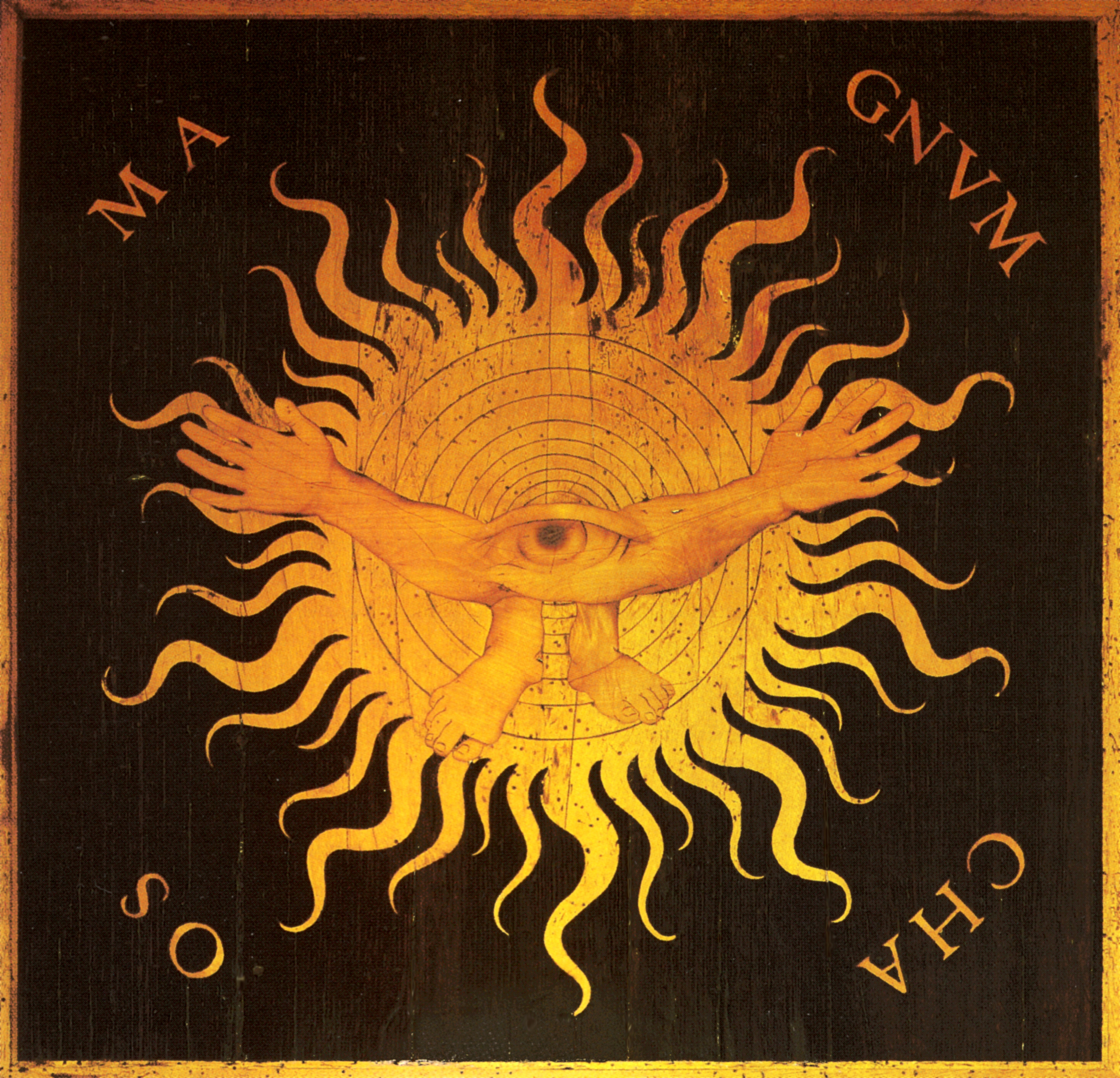
Magnum Chaos – Holzeinlegearbeit nach einem Entwurf von Lorenzo Lotto

Die Bezeichnung Chaotikum verweist auf das mythologische Chaos und die chaotischen Zustände, die bei der Bildung der Erde geherrscht haben.
Der Begriff leitet sich ab vom altgriechischen sächlichen Substantiv χάος (khắos) – mit der Bedeutung „Unordnung (ursprünglicher Seinszustand), Leere, Raum, gähnender Abgrund, klaffende Spalte, unendliche Dunkelheit“.
Die Namensgebung des Äons Chaotikum beruht auf der Tatsache, dass die Zusammensetzung der Inneren Planeten – und somit ihre Geologie – aus der chaotischen Interaktion zahlloser planetarischer Embryos hervorgegangen ist.

## Geschichtliches
Das Chaotikum wurde erstmals im Jahr 2010 von Colin Goldblatt und Kollegen als das dem Hadaikum vorgeschaltete Äon vorgeschlagen. Es soll vom Beginn des Sonnensystems bis zum Einschlag des Erdtrojaners Theia vor rund 4510 Millionen Jahren als Obergrenze reichen. Sinnvoller ist es jedoch, das Chaotikum und das anschließende Zirconium als die beiden Ären des Hadaikums anzusehen.
Nach Ablauf des Chaotikums werden die im gesamten Sonnensystem vor sich gehenden Prozesse von der sich anschließenden, abweichenden Entwicklung der Inneren Planeten abgetrennt.
Ein Neuvorschlag aus dem Jahr 2012 von Martin J. Van Kranendonk erweiterte die Obergrenze des Chaotikums bis zum Auftreten des ältesten bekannten Zirkons vor rund 4404 Millionen Jahren.
Keiner der beiden Vorschläge ist jedoch von der International Union of Geological Sciences (IUGS) bisher weder angenommen noch ratifiziert worden (Stand September 2023).

## Definition des Chaotikums
Das Chaotikum setzt mit dem vermuteten Beginn der Entstehung der Erde und der anderen Planeten des Sonnensystems in der protoplanetaren Scheibe vor 4567,3 ± 0,16 Millionen Jahren  – dem T0 – ein. Diese Zahl fußt auf dem Alter, das mittels der Uran-Blei-Methode für die ältesten mineralischen Einschlüsse in Meteoriten (sogenannte Calcium-Aluminium-reiche Einschlüsse – engl. calcium-aluminium-rich inclusions oder abgekürzt CAIs) ermittelt wurde. Die Grenze des Chaotikums zum nachfolgenden Zirconium wird zeitlich durch das Auftreten der ältesten Relikte einst bestehender Erdkruste definiert. Dies sind detritische Zirkonkörner, die in den Jack Hills des Narryer-Gneis-Terrans in Westaustralien (Yilgarn-Kraton) gefunden und auf ein Alter von 4404 ± 8 Millionen Jahren datiert wurden.

### Unterteilung
Colin Goldblatt und Kollegen schlugen 2010 außerdem vor, das Chaotikum seinerseits in zwei Ären und vier Perioden zu unterteilen. Das Eochaotikum des Liegenden besteht aus der Anfangsperiode des Nephelikums (engl. Nephelean) und der Schlussperiode Erebrikum (engl. Erebrean). Das Neochaotikum des Hangenden hat seinerseits als Anfangsperiode das Hyperitium (engl. Hyperitian) und als Endperiode das Titanomachikum (engl. Titanomachean).
Die Logik in der Benennung der Perioden erklärt sich wie folgt: das Eochaotikum setzt ein, als der Sonnennebel gegenüber der restlichen Molekülwolke zu einer abgeschlossenen Einheit wurde und sich sodann das Sonnensystem aus Komponenten der Nebelwolke konstituierte. Daher auch Nephelikum – abgeleitet aus dem altgriechischen weiblichen Substantiv νεφέλη „Wolke, Nebel“. Das darauffolgende Erebrikum – von altgriechisch ἔρεβος für „Dunkelheit, das Dunkel der Unterwelt“ – bezieht sich auf die frühe Sonne, die noch nicht ihre volle Luminosität erreicht hatte. Das Neochaotikum beginnt folglich mit Erreichen der vollen Strahlkraft der Sonne. Das Hyperitium steht für den titanischen Sonnengott Hyperion und bezieht sich auf das Aufstrahlen der Sonne durch gravitationsbedingten Kollaps – weswegen die Sonne mehr Leuchtkraft entfaltete als in der sich anschließenden Hauptreihe. Das finale Titanomachikum (Kampf der Titanen) drückt sich in den Kollisionen der Protoplaneten aus, welche schließlich in der jetzigen Anordnung der Inneren Planeten endete.

## Einführung

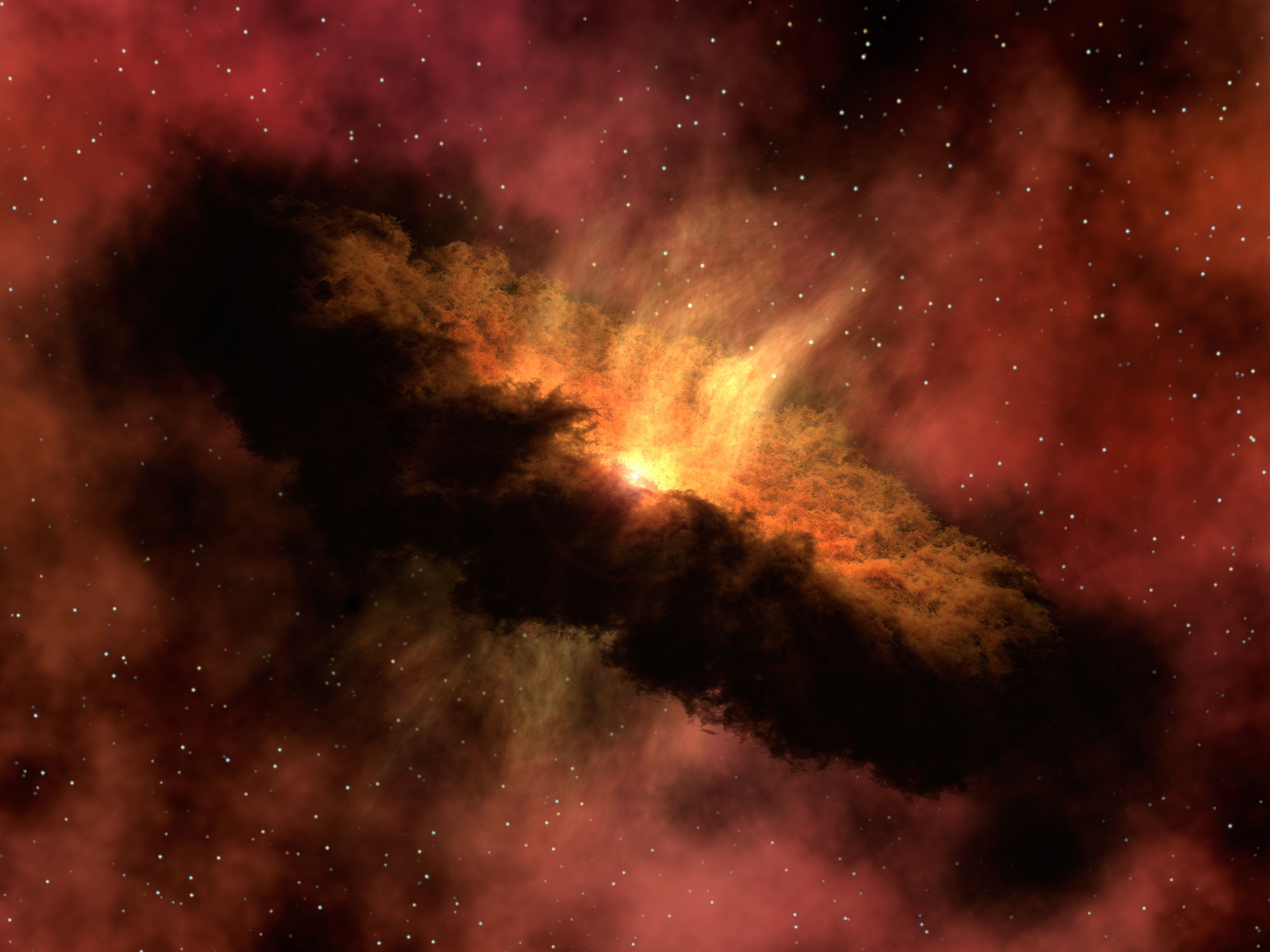
Künstlerische Darstellung der protoplanetaren Scheibe des frühen Sonnensystems, in der die Erde und andere Himmelskörper des Sonnensystems heranwuchsen

Planeten entstehen durch die Abtrennung von festem Staub und Gas im Sonnennebel. Dem Trennprozess folgt eine Periode hierarchischen Wachstums der Staubteilchen zu immer größeren Körpern. Das Ganze kulminiert in massiven Zusammenstößen zwischen Planetesimalen und schließlich Protoplaneten. Die Geologie der Erde ist vollkommen von ihrer Zusammensetzung und ihrem Internaufbau abhängig. Diese beiden Faktoren gehen ihrerseits wiederum darauf zurück, wie die Erde im violenten Anfang unseres Sonnensystems heranwuchs. Zwei entscheidende Einflüsse hierbei sind einmal die Provenienz (d. h. in welchem Teil des Sonnennebels die Erde sich bildete) und andererseits der Zufall (oder auch die Stochastik des Bildungsprozesses selber).

## Erdgeschichtliche Ereignisse
Aus der Zeit des Chaotikums sind weder irdische Gesteine noch Minerale erhalten geblieben. Die bestehenden Erkenntnisse über diesen frühesten Zeitabschnitt konnten daher nur indirekt gewonnen werden, beispielsweise durch die Untersuchung von Meteoritenmaterial und Mondgestein.
Trotz der vorläufigen Festlegung des Beginns des Chaotikums auf 4567 Millionen Jahre vor heute ist der genaue Zeitpunkt des Beginns der Entstehung der Planeten (und damit der Erde) noch nicht restlos geklärt. So legt die Mangan-Chrom-Relativdatierung von Karbonaten in kohligen Chondriten auf ca. 4571 Millionen Jahre ein noch etwas höheres Alter für die erste feste Urmaterie des Sonnensystems nahe. Für verschiedene IAB-Meteoriten, unter anderem den Mundrabilla-Meteorit von Westaustralien, sind mittels der Argon-Argon-Methode Alter von 4570 ± 30 Millionen Jahren etabliert worden.
Die Kondensation von Feststoffen in Form von „protoplanetarem Staub“ ermöglichte die Akkretion der Planeten. Dabei ballte sich der Staub, wahrscheinlich zunächst aufgrund elektrostatischer Anziehung, zu kleinen Aggregaten, die sich ab einer bestimmten Masse gegenseitig gravitativ anzogen und sich zu sogenannten Planetesimalen und schließlich zu Protoplaneten vereinigten.
Die Kollision der Proto-Erde mit dem hypothetischen Protoplaneten Theia (engl. Moon-forming giant impact oder abgekürzt MGI), die derzeit als wahrscheinlichste Ursache für die Bildung des Mondes gilt, fand nach Lee et al. (1997) gemäß ihren Ergebnissen der Hafnium-Wolfram-Relativdatierung von Mondgesteinen vor rund 4510 Millionen Jahren statt. Im Zuge neuerer Datierungen nach der gleichen Methode wurde für dieses Ereignis ein Zeitpunkt von 4527 ± 10 Millionen Jahre vor heute ermittelt.
Ausgasung und Differenzierung der Erde in einen eisenreichen Erdkern und einen silikatreichen Erdmantel dürften erst vor etwa 4450 Millionen Jahren abgeschlossen gewesen sein.

## Zeitliche Entwicklung

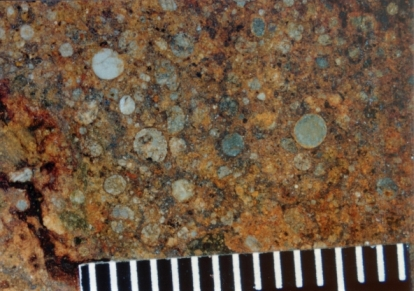
Chondren des chondritischen L4 Meteoriten Grassland – mit Millimeterskala

Der Startpunkt für die Kondensation und die Akkretion steiniger Komponenten innerhalb des Sonnennebels – T0 – wird jetzt bei 4567,3 ± 0,16 Millionen Jahre vor heute angesetzt. Hierzu wurden verschiedenste Meteoriten mittels einer ganzen Bandbreite von Isotopensystemen – darunter auch kurzlebige, mittlerweile erloschene Radionuklide – untersucht. Dieses vermeintlich ursprüngliche, steinige Material war aber bereits an flüchtigen Komponenten abgereichert, welche vom Sonnenwind in die äußeren Regionen des Sonnennebels verblasen worden waren und dort in die Gasriesen inkorporiert wurden.
Die erstkondensierenden Feststoffe des Sonnennebels waren die bereits erwähnten CAIs und die amöbenhaften Olivinaggregate (engl. amoeboid olivine aggregates oder abgekürzt AOAs), die zwischen 4568,3 ± 0,7 und 4567,1 Millionen Jahren datiert werden – zum Zeitpunkt, als die Sonne ein einstürzender Protostern der Klasse 0 war und sich zur Klasse I weiterentwickelte.
Chondren und die feinkörnige Matrix primitiver Chondrite entstanden als freischwebende Objekte des Sonnennebels erst 1 bis 4 Millionen Jahre nach den CAIs. Zu diesem Zeitpunkt war die Sonne noch ein Stern der Klasse II, jedoch auf dem Weg zur Klasse III als T-Tauri-Stern.
Die kollisionsbedingte Akkretion in Richtung protoplanetarischer Körper war stochastisch erfolgt. Innerhalb von 500.000 Jahren nach T0 waren einige Protoplaneten bereits voll entwickelt. Zwischen 1 und 11 Millionen Jahren nach T0 untergingen die meisten der steinigen Protoplaneten bereits Differenzierung, Kernbildung und teilweises Aufschmelzen. Die Kernbildung hatte 4 Millionen Jahre nach T0 eingesetzt und dauerte etwa bis 4540 Millionen Jahre an. Zu diesem Zeitpunkt entstanden die ersten brekziierten Achondriten, die bis kurz vor 4500 Millionen Jahre aushalten sollten. Auch weitere störende Ereignisse, die in phosphatischen Chondriten ihren Ausdruck finden, dauerten noch bis in das Spätstadium der Akkretion um 4500 Millionen Jahre vor heute an.
Neue, aus Wolframisotopen gewonnene Daten legen nahe, dass die Erdakkretion anfangs über einen Zeitraum von 10 bis 30 Millionen Jahren sehr rasch verlief und im Gleichgewicht mit der Abtrennung des Metallkerns vom silikatischen Mantel vonstattenging. Die Oberfläche der Erde war zu diesem Zeitpunkt wahrscheinlich ein Magma-Ozean. Der Planet Mars war im Vergleich zur Erde wesentlich rascher akkretiert worden und hatte sich innerhalb von etwa 40 Millionen Jahre nach T0 differenziert. Sowohl der Mars als auch die Erde dürften eine superchondritische Gesamtzusammensetzung aufweisen.
Gegen Ende der Erdakkretion erfolgte um 4527 Millionen Jahre der gigantische Theia-Impakt, der zur Entstehung des Mondes führen sollte. Für diese Hypothese spricht sehr viel – unter anderem die sehr ähnlichen Isotopenzusammensetzungen in Erd- und Mondgesteinen. Dies lässt jetzt anfängliche Vorstellungen eines Mondeinfangs im Gravitationsfeld der Erde als unwahrscheinlich erscheinen. Es wird angenommen, dass Theia zwischen 0,1 und 0,2 Erdmassen besaß und die Erde 90 % ihrer jetzigen Masse akkretiert hatte. Der Einschlag war auf einen rund 40 Millionen Jahre dauernden Stillstand in der Erdakkretion gefolgt und bewirkte sehr wahrscheinlich ein partielles oder sogar totales Aufschmelzen des Erdmantels zu einem neuerlichen Magma-Ozean.
Insgesamt war die Erdakkretion ein lange währender Prozess, der anfangs wahrscheinlich recht schnell ablief, sich aber dann doch sehr in die Länge zog. Nach wie vor besteht keine Einigkeit über das genaue Einsetzen des Akkretionsprozesses, noch über sein Ende – d. h. der Zeitpunkt, an dem die Erde 100 % ihrer Masse erreicht hatte. Alex N. Halliday und Robin M. Canup (2022) gehen von folgendem Akkretionsszenario aus:
ihnen zufolge begann die Erdakkretion unmittelbar nach T0, hatte aber nach rund 5 Millionen Jahren erst nur 1 % der Erdmasse erreicht. Früher Staub wurde erhitzt, schmolz und fraktionierte chemisch in ein nicht-chondritisches Planetesimal bzw. in einen planetaren Embryo. Gegen zirka 10 Millionen Jahre nach T0 hatten rund 20 % der Erdmasse akkretiert. Aus dem Sonnennebel stammender Wasserstoff, Helium und Neon wurden dabei in den Protoplaneten Erde inkorporiert (im Vergleich hierzu war die Marsakkretion bereits 4 Millionen Jahre nach T0 abgeschlossen). 50 % der Erdmasse waren gegen 15 Millionen Jahre nach T0 erreicht, das akkretierte Material bestand vorwiegend aus Enstatit-Chondriten, die der geochemischen Zusammensetzung von Erde und Mars recht nahe kommen. Gegen 4527 Millionen Jahre (rund 40 Millionen Jahre nach T0) betrug die Erdmasse 90 % – kurz vor dem Einschlag von Theia. Bedingt durch den Impakt erlangte die Erde 99,5 % ihrer Masse. Die Enstatit-Chondriten entstammten jetzt der Sonnennähe. Hinzu gesellte sich aber auch Material, das Kohlenstoff enthielt und von Kometen des äußeren Sonnensystems herrührte – und somit die Hauptquelle der flüchtigen Elemente auf Erden wie Wasserstoff, Kohlenstoff, Stickstoff und Edelgase darstellte. Die letzten 0,8 bis 0,5 % der Erdmasse waren schließlich erst sehr spät gegen 170 bis 180 Millionen Jahre zu Beginn des Hadaikums beigesteuert worden.
Zwischen 4460 und 4450 Millionen Jahre vor heute hatte die Erde schließlich ihre jetzige Größe erreicht, der Erdkern war ausdifferenziert und die Erdatmosphäre konnte zurückgehalten werden.
Anmerkung: dieses Szenario wird nach wie vor nicht allgemein akzeptiert. Manche Autoren wie beispielsweise Gang Yu und Stein Jacobsen (2011) sehen die Erdakkretion als wesentlich schneller erfolgt und bereits nach 30 Millionen Jahren (um 4527 Millionen Jahre) als abgeschlossen an. Eine noch schnellere Erdakkretion zu 90 % der Erdmasse innerhalb von 3,85 bzw. 5,0 Millionen Jahren (und somit in etwa identisch mit dem Planet Mars) wurde kürzlich von Paolo A. Sossi und Kollegen (2022) vorgeschlagen.
Mit dem ältesten, 4404 + 8 Millionen Jahre alten Zirkonkorn der Jack Hills in Westaustralien ist der älteste bekannte Krustenabschnitt dokumentiert – und es begann hiermit das Zirconium.